# Huelga de consumo
La huelga de consumo, o huelga de compras y servicios, es la actitud individual o colectiva de no consumir nada o de consumir lo mínimo imprescindible con algún fin reivindicativo. Puede ser anónima o estar respaldada por una o varias organizaciones.
Es una forma de protesta similar al boicot, aunque de alcance mayor, ya que en el boicot se pretende dejar de adquirir productos y servicios de una empresa, sector o país concreto, mientras que en la huelga de consumo el objetivo es dejar de realizar cualquier forma de consumo en la medida de lo posible.
La huelga de consumo también puede incorporar principios del consumo responsable. De esta manera, se puede hacer una salvedad en el caso de ciertas categorías de empresas (empresas pequeñas, de comercio justo, cooperativas,...). Así, la huelga de consumo consistiría en no consumir nada de empresas que no pertenezcan a estas categorías.

## Motivación
La huelga de consumo puede tener diversas motivaciones.

### Apoyo a una huelga general
La huelga de consumo a veces se emplea como una herramienta de apoyo a una huelga general. En el transcurso de una huelga general, cualquier consumo que se realice beneficia a las empresas que permanezcan abiertas y a los esquiroles, o trabajadores que acuden a trabajar al margen de la huelga. De esta forma, la huelga de consumo es una forma de contribuir a que el hecho de no secundar la huelga general no salga rentable.
También se argumenta que la huelga de consumo es la única manera que tienen muchas personas de secundar una huelga laboral, bien porque están desempleadas o bien porque, teniendo trabajo y queriendo secundar la huelga, no lo hacen por miedo a perder el empleo o por no encontrarse en condiciones de perder el salario del día o de los días que dura la huelga.

### Rechazo al capitalismo o defensa del medio ambiente
Puede plantearse también como un rechazo al modelo de consumo del capitalismo o a la medida en que se percibe que este afecta a la sociedad y al medio ambiente. Puede asociarse en este sentido a sectores de la izquierda política, ecologistas y partidarios del decrecimiento entre otros.
Como lo plantea Jorge Verstrynge,

La huelga de consumo es anónima, difusa. No permite identificación personal. Y golpea donde más le duele al capital. Como trabajadores somos un coste más; como consumidores somos esenciales e imprescindbles

.

### Rechazo a alguna medida particular de un gobierno
Un ejemplo de esto fue una huelga de consumo convocada en España para la primera semana de septiembre de 2012 como medida de protesta contra la subida del IVA.